# Kamerun na Letnich Igrzyskach Olimpijskich 1964
Kamerun na Letnich Igrzyskach Olimpijskich 1964 reprezentował 1 zawodnik (mężczyzna). Nie zdobył on żadnego medalu na tych igrzyskach.

## Lekkoatletyka
| Zawodnik      | Konkurencja | Eliminacje | Eliminacje | Ćwierćfinał   | Ćwierćfinał   | Półfinał      | Półfinał      | Finał         | Finał         |
| Zawodnik      | Konkurencja | Wynik      | Miejsce    | Wynik         | Miejsce       | Wynik         | Miejsce       | Wynik         | Miejsce       |
| ------------- | ----------- | ---------- | ---------- | ------------- | ------------- | ------------- | ------------- | ------------- | ------------- |
| David Njitock | 100 m       | 11,1       | 7.         | Nie awansował | Nie awansował | Nie awansował | Nie awansował | Nie awansował | Nie awansował |
| David Njitock | 200 m       | 22,5       | 5.         | Nie awansował | Nie awansował | Nie awansował | Nie awansował | Nie awansował | Nie awansował |